# ジャブラニ・リンジェ・アリ
ジャブラニ・リンジェ・アリ（英語: Jabulani Linje Ali、1994年11月7日 - ）は、マラウイ・マンゴチ出身のサッカー選手。ポジションはフォワード。日本での登録名はリンジェ・ジャブラニ・アリ。

## 経歴
CIVOユナイテッドFC、ビィ・フォアード ワンダラーズFCとマラウイのクラブでキャリアを積む。2017年にはマラウイ代表に選出された。
2017年末に来日して、同年12月のY.S.C.C.横浜のセレクションに参加した。2018年2月にYS横浜に2年契約で加入すると発表された。マラウイ出身者として初めて日本のサッカークラブに入団すると報じられている。
2020年1月18日、契約満了によりYS横浜を退団した
2021年7月10日、東京都社会人サッカーリーグ1部のSHIBUYA CITY FCへの加入が発表された。

## 所属クラブ
- 2013年 - 2014年 CIVOユナイテッドFC（英語版）
- 2015年 - 2017年 ビィ・フォアード ワンダラーズFC
- 2018年 - 2019年 横浜スポーツ&カルチャークラブ
- 2021年 SHIBUYA CITY FC

## 個人成績
| 国内大会個人成績 | 国内大会個人成績 | 国内大会個人成績 | 国内大会個人成績 | 国内大会個人成績 | 国内大会個人成績 | 国内大会個人成績 | 国内大会個人成績 | 国内大会個人成績 | 国内大会個人成績 | 国内大会個人成績 | 国内大会個人成績 |
| 年度             | クラブ           | 背番号           | リーグ           | リーグ戦         | リーグ戦         | リーグ杯         | リーグ杯         | オープン杯       | オープン杯       | 期間通算         | 期間通算         |
| 年度             | クラブ           | 背番号           | リーグ           | 出場             | 得点             | 出場             | 得点             | 出場             | 得点             | 出場             | 得点             |
| マラウイ         | マラウイ         | マラウイ         | マラウイ         | リーグ戦         | リーグ戦         | リーグ杯         | リーグ杯         | オープン杯       | オープン杯       | 期間通算         | 期間通算         |
| ---------------- | ---------------- | ---------------- | ---------------- | ---------------- | ---------------- | ---------------- | ---------------- | ---------------- | ---------------- | ---------------- | ---------------- |
| 2017             | ワンダラーズ     | 14               | プレミア         |                  |                  |                  |                  |                  |                  |                  |                  |
| 日本             | 日本             | 日本             | 日本             | リーグ戦         | リーグ戦         | リーグ杯         | リーグ杯         | 天皇杯           | 天皇杯           | 期間通算         | 期間通算         |
| 2018             | YS横浜           | 28               | J3               | 6                | 0                | -                | -                | 0                | 0                | 6                | 0                |
| 2019             | YS横浜           | 18               | J3               | 9                | 0                | -                | -                | -                | -                | 9                | 0                |
| 通算             | マラウイ         | マラウイ         | プレミア         |                  |                  |                  |                  |                  |                  |                  |                  |
| 通算             | 日本             | 日本             | J3               | 15               | 0                | -                | -                | 0                | 0                | 15               | 0                |
| 総通算           |                  |                  |                  |                  |                  |                  |                  |                  |                  |                  |                  |

- Jリーグ初出場（J3） - 2018年4月7日 J3第6節 福島ユナイテッドFC戦（ニッパツ）

## 代表歴
- マラウイ代表

### 試合数
- 国際Aマッチ 7試合 0得点（2017年-2018年）[9]

| マラウイ代表 | 国際Aマッチ | 国際Aマッチ |
| 年           | 出場        | 得点        |
| ------------ | ----------- | ----------- |
| 2017         | 4           | 0           |
| 2018         | 3           | 0           |
| 通算         | 7           | 0           |

## タイトル

### クラブ
ビィ・フォワード ワンダラーズFC
- マラウイ・プレミアディビジョン：1回（2017年）
- カールスバーグカップ：2回（2015年、2016年）
- FISDチャレンジカップ：1回（2016年）
- LUSO TVカップ：1回（2016年）